# Lausavísur
En la poesía escáldica y posteriormente poesía islandesa, una lausavísa (pl. lausavísur; genitivo plurarl: lausavísna) es una composición poética en una sola estrofa o en una serie de estrofas no ligadas entre sí por una continuidad narrativa o temática. En los textos de sagas nórdicas a menudo se introducen con la frase þá kvað (entonces declamó o cantó).
Las lausavísur se presentan generalmente en los textos en prosa como una cita, ya sea a través del narrador para corroborar algún acontecimiento histórico, o citando un verso supuestamente compuesto por un escaldo que fue testigo ocular del acontecimiento o tuvo conocimiento del mismo en tiempo real.